# Factor estequiométrico

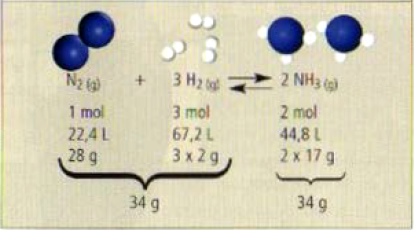
Estequiometría de la sintesís del amoníaco. En el proceso de síntesis del amoníaco, llamado proceso de Haber, la producción de amoníaco se verá favorecida por un aumento de la presión y un aumento de la concentración de nitrógeno o hidrógeno.

El factor estequiométrico se preocupa de las relaciones cuantitativas que se producen en una reacción química entre los reactantes y productos. A nivel industrial se aplica el principio de Le Châtelier para aumentar el rendimiento de una reacción, ya que este estudia cómo la presión, la concentración y la temperatura, modifican el estado de equilibrio de una reacción. Por ejemplo, según el principio de Le Châtelier, una reacción se verá favorecida en los siguientes casos.

## Aumento de presión
Si en un sistema en equilibrio se aumenta la presión, se verá favorecida la reacción que implique una disminución de volumen, es decir, donde exista menor número de moles. Lo contrario sucederá si se disminuye la presión.

## Aumento de concentración
Si en un sistema en equilibrio se aumenta la concentración de uno de los reactantes, se verá favorecida la formación de productos.

## Aumento de temperatura
Si en un sistema en equilibrio se aumenta la temperatura, se favorece el sistema en el sentido que absorba calor, es decir, reacción endotermica. Sí se disminuye la temperatura, se favorece el sistema en el sentido que libere calor, es decir, reacción exotérmica.